# Operación proteger Idlib
La Operación proteger Idlib fue una campaña militar de ocupación iniciada el 12 de octubre de 2017 y finalizada el 20 de enero de 2018 al noroeste de Siria, específicamente en la Gobernación de Idlib, impulsado por la República de Turquía con el propósito de expulsar a los separatistas kurdos del norte de Siria y eliminar directamente la sociedad sin Estado de la Federación Democrática del Norte de Siria, todo esto forma en conjunto una fase superior del frente kurdo, los constantes conflictos entre rebeldes, la progresiva ruptura de la oposición unida y un incremento de la intervención militar turca en la Guerra Civil Siria. El objetivo principal de la operación era eliminar de la frontera a las Fuerzas Democráticas Sirias de toda la frontera entre Siria y Turquía, en la sección de la gobernación de Idlib y darle pase libre a los rebeldes sirios que compiten directamente con la Coalición RSII y diversas guerrillas kurdas. La operación resultó exitosa para la alianza entre Turquía y los rebeldes sirios, logrando tener un mejor acceso a otras zonas estratégicas de Siria.

## Fondo del asunto
Turquía afirmó que su operación estaba establecida dentro de lo acordado en los acuerdos Astaná de 2017, lo cual consistía en el retiro de las tropas de la Coalición RSII de las áreas fronterizas de Idlib para poder darle un respiró a las tropas del Ejército Libre Sirio y todo aquel grupo rebelde afiliado al Coalición Nacional para las Fuerzas de la Oposición y la Revolución Siria y al Consejo Nacional Sirio que no amenazara el actual territorio sirio unitario, excluyendo claramente a las organizaciones kurdas que reclaman la creación de un estado kurdo propio y que consideran a algunas áreas ocupadas por grupos rebeldes pro-turco parte de su autodenominada  Federación Democrática del Norte de Siria, además que la operación sí comprometía seriamente regiones controladas por la Federación como la región de Afrin en la Gobernación de Alepo.

## Controversias
La campaña militar iniciada por Turquía provocó diversas críticas entre los bandos beligerantes de la Guerra Civil Siria, por el lado de Turquía, el gobierno de este país afirmó que esta cumpliendo con lo acordado con Irán y Rusia en la cumbre de Astaná, por el lado de la Coalición RSII, Rusia e Irán y el gobierno de la República Árabe Siria afirmaron que «Turquía debe cumplir con lo acordado en Astaná», por el lado rebelde las organizaciones kurdas del gobierno de la Federación Democrática del Norte de Siria declararon: «Cualquier operación militar liderada por las fuerzas turcas en Afrin fracasará ya que provocaría una respuesta dura e inesperada», por parte de los rebeldes sirios, no todos estuvieron de acuerdo con la intervención turca, en la organización Tahrir Al-Sham los líderes principales mandaron un comunicado en Idlib que advirtió que cualquiera que apoye la invasión extranjera será considerado un traidor, este comunicado inició luchas internas en la organización ya que una facción apoya la intervención desde Turquía.

## Consecuencias
Una de los principales resultados para Turquía es que logró bordear a la autodenominada Federación Democrática del Norte de Siria en todo el norte y noreste de Siria, lo cual daría pie a la Operación Rama de Olivo para expulsar a los kurdos de la zona controlada por ellos.